# 정부출연연구기관
정부출연연구기관(政府出捐硏究機關, 영어: government-funded/government-contributed research institute)은 운영 재원의 일정 부분 이상을 정부 출연금으로 충당하는 연구기관을 의미한다. 대표적으로는 "정부출연연구기관 등의 설립·운영 및 육성에 관한 법률"을 법적 근거로 하는 경제인문사회연구회 소관 연구기관과  "과학기술 분야 정부출연연구기관 등의 설립·운영 및 육성에 관한 법률"을 법적 근거로 하는 국가과학기술연구회 소관 연구기관이 있다. 이외에도 소위 '정출연법' 제정과 개정 시 연구회 소관으로 이전되지 않고 부처 소관으로 남았거나 신설된 기타 정부출연연구기관이 있다.

## 경제·인문사회연구회소관 정출연
- 한국개발연구원
  - 부설  KDI국제정책대학원
- 국토연구원
- 건축공간연구원
- 과학기술정책연구원
- 대외경제정책연구원
- 산업연구원
- 에너지경제연구원
- 정보통신정책연구원
- 통일연구원
- 한국교육개발원
- 한국교육과정평가원
- 한국교통연구원
- 한국노동연구원
- 한국농촌경제연구원
- 한국법제연구원
- 한국보건사회연구원
  - 부설 육아정책연구소
- 한국여성정책연구원
- 한국조세재정연구원
- 한국직업능력연구원
- 한국청소년정책연구원
- 한국해양수산개발원
- 한국행정연구원
- 한국형사·법무정책연구원
- 한국환경연구원

## 국가과학기술연구회소관 정출연
- 한국과학기술연구원
  - 부설 녹색기술센터
- 한국기초과학지원연구원
- 한국핵융합에너지연구원
- 한국천문연구원
- 한국생명공학연구원
- 한국과학기술정보연구원
- 한국한의학연구원
- 한국생산기술연구원
- 한국전자통신연구원
  - 부설 국가보안기술연구소
- 한국건설기술연구원
- 한국철도기술연구원
- 한국표준과학연구원
- 한국식품연구원
  - 부설 세계김치연구소
- 한국지질자원연구원
- 한국기계연구원
- 한국재료연구원
- 한국항공우주연구원
- 한국에너지기술연구원
- 한국전기연구원
- 한국화학연구원
  - 부설 안전성평가연구소
- 한국원자력연구원

## 기타 정출연
- 한국과학기술원
- 광주과학기술원
- 대구경북과학기술원
- 울산과학기술원
- 기초과학연구원
  - 부설 국가수리과학연구소
- 한국국방연구원
- 국방과학연구소
- 한국원자력안전기술원
- 한국원자력의학원
- 한국학중앙연구원
- 한국해양과학기술원
  - 부설 극지연구소
  - 부설 선박해양플랜트연구소
- 고등과학원
- 국방기술품질원
- 국립해양생물자원관
- 한국과학재단
- 국립암센터
- 국립생태원
- 국립낙동강생물자원관
- 국립호남권생물자원관